# Rock Lee
Rock Lee (ロック・リー?, Rokku Rī) è un personaggio della serie manga e anime Naruto, scritta e disegnata da Masashi Kishimoto.
È uno dei personaggi che rappresentano la parte comica dell'opera, sebbene le vicende che lo riguardano siano ricche di insegnamenti e anche drammatiche. È inoltre uno dei personaggi più presenti nei videogiochi, OAV e negli altri media legati alla serie.

## Il personaggio

### Creazione e aspetto
Così come il suo maestro Gai Maito, il personaggio di Lee trae ispirazione dalla leggenda delle arti marziali Bruce Lee, con cui condivide, oltre al nome, anche la data di nascita; il suo carattere è stato invece da alcuni considerato simile a quello del chitarrista Noel Gallagher, anche se il carattere di Lee è quello più complesso all'interno della serie ed è uno dei preferiti dell'autore Masashi Kishimoto. Durante il design di Lee, Kishimoto aveva pensato di renderlo un abile maneggiatore di armi orientali, tra cui il nunchaku; tuttavia, a causa del tempo dovuto per disegnare questo genere d'armi, decise di rinunciare. I "temi" principali di Rock Lee nella serie sono il duro lavoro e l'impegno: Kishimoto in un'intervista ha dichiarato di aver voluto creare Lee per ricordare questi valori che oggi sono un po' caduti nel dimenticatoio.
In un'intervista Masashi Kishimoto ha rivelato che si è divertito molto a disegnare Lee e ha dichiarato che ha voluto creare questo personaggio e Sakura per simboleggiare la debolezza umana, almeno all'inizio.
L'aspetto di Rock Lee è alquanto stravagante e buffo: egli è conosciuto per le sue spesse sopracciglia, la sua lucente capigliatura a scodella e un incredibile zelo. Tutti questi aspetti lo rendono particolarmente poco attraente e buffo, ma Lee non se ne vergogna, anzi ne va addirittura fiero. A causa delle sue sopracciglia, viene spesso chiamato da Naruto Mr. Sopracciglia (nel doppiaggio italiano). Rock Lee indossa sempre una tuta verde con le cavigliere arancioni (che nascondono dei pesantissimi pesi) regalatagli dal maestro Gai. Secondo quest'ultimo, essa è particolarmente comoda nei combattimenti e rende i movimenti molto più liberi. Inoltre garantisce un'ottima traspirazione ed è dotata di proprietà eccezionali contro l'umidità. Gai rivela che è "l'indumento perfetto per l'atleta perfetto".

### Personalità
Lee è il classico esempio di personaggio esperto nell'uso delle arti marziali: oltre a parlare sempre in modo molto formale, anche con gli amici, dimostra rispetto per tutti i nemici che affronta, non abbandonandosi mai a commenti sarcastici su di loro. È inoltre estremamente rispettoso delle leggi e dei regolamenti. Lee ha una vera e propria venerazione per il proprio maestro, Gai Maito, tanto da infuriarsi immediatamente se qualcuno ne parla male, e ne condivide la passione per il duro allenamento fisico, spesso decisamente "originale". Il rapporto che lo lega al maestro è dovuto anche dal fatto che Gai è stata la prima persona a fidarsi di Lee, aiutandolo nel suo allenamento. Come segno di rispetto al maestro, Lee ha adottato il suo look e le sue capacità ninja. Rock Lee è anche molto competitivo nei confronti di Sasuke e Neji, il suo compagno di squadra. Proprio per questo assomiglia molto a Naruto. Solitamente lo si vede scommettere con sé stesso di compiere un determinato allenamento (fare 1000 flessioni ad esempio) e, se non dovesse riuscirci, di farne un altro più duro, in una catena che virtualmente non ha mai fine. Lee dimostra in molte occasioni di essere innamorato di Sakura; proprio per questo cerca ogni volta di proteggerla a costo di rischiare la vita. Nonostante ciò, Sakura lo evita per il suo aspetto. Rock Lee, con tutta probabilità, è convinto che Sakura sia ancora innamorata di Sasuke. Durante uno dei filler della serie animata, lo si vede partecipare con Gai ad un allenamento di maratona durante il quale si corre anche durante il sonno. Durante lo stesso filler scopriamo la passione di Lee per il Curry estremamente piccante, di cui va letteralmente matto. Porta sempre con sé un taccuino per appunti, dove annota ogni suggerimento del Maestro Gai.
Rock Lee presenta numerosi aspetti parodistici presenti negli anime e nei manga dedicati alle arti marziali. Sotto quest'ottica sono ben comprensibili le scene in cui si trova con il suo maestro Gai, quando utilizza la "posa da figo" (braccio teso in avanti, occhiolino, mano chiusa ad eccezione del pollice e sorriso a trentadue denti con tanto di stellina, su uno sfondo con le onde che si infrangono sugli scogli), gli assurdi allenamenti a cui maestro e allievo si sottopongono (portare pesi alle caviglie), atteggiamenti e modi di fare verso cui Kakashi spesso si dispera, dicendo che sono troppo antiquati.

## Storia
Rock Lee, durante gli anni in accademia, viene continuamente preso in giro dai compagni perché non sa utilizzare le arti magiche e le arti illusiorie. Nonostante ciò, Lee continua a migliorare le proprie abilità allenandosi esclusivamente sulle arti marziali. Dopo essere stato promosso Genin, Lee entra a far parte del Team Gai, capitanato da Gai Maito. Il maestro lo migliora a tal punto che il ragazzo impara le tecniche del Loto e l'apertura delle otto porte di chakra. Tuttavia, i miglioramenti di Lee vengono continuamente oscurati dalla bravura di Neji Hyuga, suo compagno di squadra.
All'inizio della prima parte del manga, Lee partecipa all'esame di selezione dei Chunin dove affronta Gaara, venendo sconfitto dopo una lunga lotta in cui Lee si dimostra a tratti incredibilmente superiore all'avversario. Dopo l'attacco di Orochimaru alla Foglia, Lee riceve la notizia che, a causa delle ferite riportate nello scontro con Gaara, non potrà più essere un ninja. Il ragazzo decide, quindi, di affidarsi a Tsunade, la quale lo opera e lo guarisce, nonostante la difficoltà dell'operazione. Inizialmente escluso dalla squadra inviata per il recupero di Sasuke, Rock Lee sopraggiunge in aiuto di Naruto durante lo scontro con Kimimaro, decidendo di combattere l'avversario al posto dell'amico. Nonostante ciò viene sconfitto dall'avversario, ma viene salvato dall'intervento di Gaara con il quale riesce a resistere a Kimimaro, che muore un attimo prima di sferrare il colpo di grazia a causa della sua malattia.
Lee riappare all'inizio della seconda parte del manga dove, insieme al resto del Team Gai, viene inviato da Tsunade come supporto al team Kakashi nel Villaggio della Sabbia contro l'Organizzazione Alba. Affronta prima una copia di Kisame Hoshigaki, per poi affrontare una copia di sé stesso, che riuscirà a sconfiggere solo con la propria forza di volontà. Dopo l'invasione di Pain, Lee ritorna subito al villaggio per poi ripartire insieme a Sakura, Kiba e Sai alla ricerca di Sasuke, ma durante il tragitto, la ragazza addormenta i compagni con un sonnifero impedendogli, quindi, di raggiungere l'Uchiha.
Rock Lee viene reclutato nella Terza Divisione, comandata da Kakashi. Combatte contro alcuni Zetsu bianchi sconfiggendoli assieme ai suoi compagni, dopodiché in un momento critico arriverà a dare manforte col resto dell'alleanza ninja a Gai, Kakashi, Killer Bee e Naruto. Successivamente Neji perderà la vita di fronte a Lee che ne uscirà distrutto e piangerà per il suo compagno e caro amico. Da lì in poi Naruto utilizzerà una strategia che prevede di donare il chakra del nove code ai suoi compagni. Forte di questo chakra Rock Lee si lancerà contro Madara Uchiha, tagliando il corpo del nemico in due con un calcio potentissimo tant'è che lo stesso Madara mostrerà segni di stupore per ciò che è avvenuto. Lee in seguito sostiene Gai durante lo scontro con Madara (mostrando di saper aprire la sesta porta) e insieme a molti altri ninja viene soggiogato dallo Tsukuyomi Infinito.
Alcuni anni dopo la fine della guerra viene rivelato che Lee ha avuto un figlio, Metal Lee. Nell'epilogo lo si vede mentre allena suo figlio.

## Capacità ninja
Lee non è in grado di utilizzare né le arti magiche né quelle illusorie, ma solo le arti marziali: grazie tuttavia all'allenamento con il suo maestro Gai è divenuto capace di scagliare attacchi fisici di una potenza devastante. Come il suo maestro indossa sempre dei pesi alle caviglie che può togliere solo in casi estremi: quando se ne libera la sua già impressionante velocità aumenta in maniera incredibile, diventando tanto veloce da risultare quasi invisibile all'occhio umano.
Parte del suo stile di combattimento coinvolge l'apertura delle otto porte difensive del corpo, ovvero lo sblocco dei limitatori naturali della quantità di chakra che un ninja può attingere dal suo corpo, con la conseguenza di ottenere forza e velocità sovrumane: su un totale di otto porte Lee ha dimostrato di poterne aprire cinque nella prima serie e sei durante la grande guerra ninja. Conosce anche due tecniche del Loto: il Loto frontale, che può utilizzare secondo quanto gli è stato ordinato da Gai solo per proteggere chi ama, e il Loto posteriore.
Possiede inoltre una naturale predisposizione per lo stile dell'ubriaco: se beve anche una piccola quantità di alcol cade in uno stato di disorientamento pressoché totale ma la sua incredibile abilità marziale non viene meno, rendendolo un avversario imprevedibile e pericolosissimo anche perché attacca indistintamente chiunque gli si pari davanti; basta comunque una piccola ferita per risvegliarlo. Sembra inoltre in grado di combattere anche quando è quasi incosciente.

## Altri media
Lee è uno dei personaggi più presenti in Naruto, sia nel manga che nell'anime. Appare anche in alcuni film; nel terzo film della serie Gekijōban Naruto: Daikōfun! Mikazuki-jima no animal panic dattebayo, Lee partecipa ad una missione insieme al Team 7, mentre in Naruto Shippuden: L'esercito fantasma gli viene assegnata la protezione di Shion e parte con Naruto, Sakura, e Neji, per il Paese dei Demoni. Lee appare anche nel terzo OAV dove, insieme a tutti i protagonisti, partecipa ad un torneo nel Villaggio della Foglia, perdendo contro Naruto.
Lee appare anche in molti videogame tra i quali la serie di Naruto: Clash of Ninja e la serie di Naruto: Ultimate Ninja.
Nel videogioco Naruto: Clash of Ninja, Lee fa la sua prima apparizione con l'aspetto della seconda serie.
Rock Lee è anche il personaggio principale del manga spin-off di Naruto Rock Lee - Prodezze di un giovane ninja, disegnato da Kenji Taira.

## Accoglienza
Lee è un personaggio molto popolare nei sondaggi della Shōnen Jump, arrivando addirittura una volta al quinto posto. Nei successivi sondaggi, Lee è sceso al decimo posto. In un'intervista, Brian Donovan, doppiatore di Lee, ha rivelato di amare il personaggio proprio per la sua personalità. È stato commercializzato diverso merchandise basato su Rock Lee, incluse figurine e peluche. IGN ha rivelato che Lee è uno dei loro personaggi preferiti nella serie, aggiungendo, però, che è anche un "tipo di rigido" a causa della sua personalità gentile. Active Anime ha lodato la personalità comica di Lee all'interno della serie.